# Tasphorura vesiculata
 (septembre 2019).
Genre
Espèce
Tasphorura vesiculata, unique représentant du genre Tasphorura, est une espèce de collemboles de la famille des Tullbergiidae.

## Distribution
Cette espèce est endémique de Tasmanie en Australie.

## Publication originale
- Greenslade & Rusek, 1996 : Tasphorura, a new genus of Tullbergiinae (Collembola: Onychiuridae) abundant in Tasmanian Nothofagus forest. Systematic Entomology, vol. 21, no 1, p. 27-38.